# U.S. Futures Exchange
De U.S. Futures Exchange was een Amerikaanse derivatenbeurs. Het werd in 2004 opgericht als Eurex US. In 2006 werd het bedrijf door de Man Group hernoemd tot de U.S. Futures Exchange. In 2007 kondigde het bedrijf aan te verhuizen van de Willis Tower naar de 14e verdiepingen van het Chicago Board of Trade Building. De in Chicago gevestigde beurs beëindigde op 31 december 2008 al zijn handel.